# Pěvci
Pěvci (Passeriformes) jsou největší řád ptáků. Dosud bylo popsáno přes 6500 druhů pěvců ve více než 140 čeledích, což je více než polovina všech ptačích druhů. Jak už název řádu napovídá, pro pěvce je nejcharakterističtější vlastností zpěv. Jsou považováni za stromové ptáky díky svým nohám uzpůsobeným k sezení i na velmi tenkých větvích. Pěvce lze potkat na celém světě, na pouštích i v tropických deštných lesích.

## Charakteristika
Většina pěvců je menší než ostatní druhy ptáků. Všichni pěvci mají altriciální neboli krmivá mláďata.

### Zpěv
Většina druhů tohoto řádu jsou zpěvní ptáci a v krku mají složité svalstvo kontrolující hlasivky. Zpěvný orgán, který je pro pěvce typický, se nazývá syrinx. Díky němu mají výbornou kontrolu nad hlasem (přestože některé druhy mohou vyluzovat i nelibozvučný zpěv, jako například vrány). Zpěvem označují teritorium, ve kterém žijí, také jím vábí samec samičku k páření. Podle zpěvu můžeme rozpoznat jednotlivé rody a druhy pěvců.
Někteří pěvci žijící ve městech (resp. hlučných lokalitách) mají problém zahnízdit, neboť jejich zpěv je rušen silničním hlukem, vinou něhož samičky pořádně neslyší nízkofrekvenční prvky melodií, a vnímají tak zpěváky jako nevhodné partnery k páření. Frekvence zpěvu ale nesouvisí s habitatem. Ptáci se učí zpívat od rodičů již před vylíhnutím.

## Evoluční vývoj
Fylogeneze pěvců a vztahy mezi jejich čeleděmi byly až do konce 20. století spíše záhadné. Mnoho čeledí pěvců bylo seskupeno dohromady na základě morfologických podobností, o kterých jsme dnes přesvědčeni, že jsou důsledkem konvergentní evoluce a ne blízké genetické příbuznosti. Například střízlíci ze severní polokoule, z Austrálie a z Nového Zélandu jsou si velmi podobní, a to jak vzhledem, tak chováním, a přesto podle vědců patří do tří různých fylogenetických větví pěvců.
Stále ještě se musí provést velká část výzkumu, ale série biochemických studií odkrývá stále více informací o původu a evoluci pěvců. Nyní se má za to, že původní pěvci se vyvinuli na Gondwaně přibližně v době kdy se tento jižní superkontinent odlamoval. Nejprve se vyvinuli pokřovníci, pak křikaví až o něco později se vyvinuli zpěvní ptáci. Jedna z hlavních skupin pěvců, parařád Passerida, tedy pěvci podobní vrabcům, se objevili jako sesterská skupina parařádu Corvida (pěvci podobní krkavcovitým) a migrovali na severní polokouli, kde dál pokračoval explozivní vývoj nových druhů. Od té doby proběhlo mnoho promíchání severních druhů s druhy vracejícími se na jih, a jižních druhů migrujících na sever. Podle novějších biomolekulárních studií se zdá pravděpodobnější, že pěvci se objevili až na začátku kenozoika a jejich největší evoluční radiace následovala po události K-Pg před 66 miliony let.

## Systém pěvců
Pěvci se tradičně dělí na dva podřády, a to na křikavé (Tyranni) a zpěvné (Passeri). Moderní taxonomie rozeznává ještě podřád pokřovníci (Acanthisitti), kteří představují bazální skupinu všech pěvců. Následují neúplný seznam zahrnuje jedny z hlavních čeledí pěvců. Tučně jsou označeny čeledě, jejichž zástupci se vyskytují i na území Česka.
Podřád: pokřovníci (Acanthisitti)
- pokřovníkovití (Acanthisittidae)

Podřád: křikaví (Tyranni)
- hrnčiříkovití (Furnariidae)
- klouzálkovití (Dendrocolaptidae)
- kotingovití (Cotingidae)
- lobošovití (Eurylaimidae)
- mravenčíkovcovití (Formicariidae)
- mravenčíkovití (Thamnophilidae)
- pipulkovití (Pipridae)
- pitovcovití (Philepittidae)
- pitovití (Pittidae)
- pokřovníkovití (Acanthisittidae)
- štidlákovití (Rhinocryptidae)
- tyranovití (Tyrannidae)
- mucholovkovití (Conopophagidae)

Podřád: zpěvní (Passeri)
- astrildovití (Estrildidae)
- brhlíkovití (Sittidae)
- brkoslavovití (Bombycillidae)
- cistovníkovití (Cisticolidae)
- bylinorubcovití (Phytotomidae)
- bulbulovití (Pycnonotidae)
- drongovití (Dicruridae)
- drozdovití (Turdidae)
- hedvábníkovití (Hypocolidae)
- irenovití (Irenidae)
- kardinálovití (Cardinalidae)
- konipasovití (Motacillidae)
- kosíkovití (Orthonychidae)
- králíčkovití (Regulidae)
- krkavcovití (Corvidae)
- kruhoočkovití (Zosteropidae)
- květozobcovití (Paramythiidae)
- laločníkovití (Callaeatidae)
- lejsčíkovití (Petroicidae)
- lejskovití (Muscicapidae)
- lemčíkovití (Ptilonorhynchidae)
- lesňáčkovití (Parulidae)
- lezčíkovití (Climacteridae)
- lyrochvostovití (Menuridae)
- medosavkovití (Meliphagidae)
- mlynaříkovití (Aegithalidae)
- modropláštníkovití (Maluridae)
- moudivláčkovití (Remizidae)
- ostrozobkovití (Oxyruncidae)
- pardalotovití (Pardalotidae)
- pěnicovití (Sylviidae)
- pěnkavovití (Fringillidae)
- pěvuškovití (Prunellidae)
- rajkovití (Paradisaeidae)
- skorcovití (Cinclidae)
- skřivanovití (Alaudidae)
- snovačovití (Ploceidae)
- strdimilovití (Nectariniidae)
- strnadovití (Emberizidae)
- střízlíkovití (Troglodytidae)
- sýkorčíkovití (Melanocharitidae)
- sýkorovití (Paridae)
- šoupálkovití (Certhiidae)
- špačkovití (Sturnidae)
- tangarovití (Thraupidae)
- timáliovcovití (Pomatostomidae)
- timáliovití (Timaliidae)
- ťuhýkovití (Laniidae)
- vangovití (Vangidae)
- vlaštovkovití (Hirundinidae)
- vlhovcovití (Icteridae)
- vrabcovití (Passeridae)
- vranulovití (Picathartidae)
- zedníčkovití (Tichodromadidae)
- zelenáčkovití (Vireonidae)
- žluvovití (Oriolidae)